# Europäisches Naturschutzjahr
1970 und 1995 führte der Europarat ein Europäisches Naturschutzjahr in allen seinen Mitgliedsstaaten durch. Das Europäische Naturschutzjahr 1970 war die erste europaweite Umweltkampagne mit über 200.000 Aktionen und gilt als Geburtsjahr der modernen Umweltbewegung in Europa. Das Europäische Naturschutzjahr 1995 wurde in 42 europäischen Staaten mit mehreren tausend Projekten und Aktionen durchgeführt.

## Ziele und Aktionen des Europäischen Naturschutzjahr 1970
Der Europarat proklamierte 1966 das Jahr 1970 zum ersten Europäischen Naturschutzjahr (ENJ). Das erklärte Ziel des ENJ bestand darin, der europäischen Bevölkerung durch groß angelegte nationale Aufklärungs- und Bildungskampagnen ein Bewusstsein für die Umweltprobleme in Europa zu vermitteln: „Erstmals in der Geschichte … [wurde] ein ‚Europäisches Naturschutzjahr‘ … abgehalten, um der gesamten Bevölkerung einmal die gefährliche Situation des Menschen in seiner Umwelt, sozusagen fünf Minuten vor zwölf [sic!], aufzuzeigen“.

### Deklaration zum Europäischen Naturschutzjahr 1970
Als politisches Ziel gab die Europäische Naturschutzkonferenz in Straßburg vor: „Ziel der Konferenz [ist] … ein Übereinkommen über die Grundsätze für die Erhaltung und Verbesserung unserer Umwelt. Am Ende der Beratungen wird die Ausarbeitung einer Europäischen Naturschutzdeklaration stehen, die die Grundlage für eine Konvention bilden soll.“
Zur Eröffnung des Europäischen Naturschutzjahres 1970 wurde vom 9. bis 12. Februar 1970 am Sitz des Europarates in Straßburg die Europäische Naturschutzkonferenz abgehalten an der über 350 Staatsvertreter darunter zahlreiche Minister und Vertreter von Königshäusern, Wirtschaftsvertreter und NGOs-Vertreter aus 22 Staaten teilnahmen. Auf dieser Konferenz wurde als Konsens eine „Deklaration zum Europäischen Naturschutzjahr 1970“ verabschiedet, das als Manifest der europäischen Umweltpolitik gilt:

„Jeder Bewohner Europas kann heute die beunruhigenden Anzeichen einer Vergiftung und Verunstaltung seiner natürlichen Umgebung und die ernsthaften Bedrohungen, welche diese gefährden, wahrnehmen. Die natürliche Umwelt ist als Ergebnis einer unkontrollierten und unterschiedslosen Nutzung des Bodens und der vernunftwidrigen Ausbeutung der Bodenschätze geschädigt worden. An vielen Orten ist der Boden ausgewaschen und das Wasser für viele seiner Aufgaben unbrauchbar geworden, die Luft ist gefahrbringend verschmutzt, Landschaften sind zerstört worden, die Wildfauna und -flora nimmt ab, Abfallprodukte aller Art türmen sich in zunehmendem Maße auf und das biologische Gleichgewicht wird gestört.
Die Konferenz erklärt:
1. Der vernunftgemäße Gebrauch und die Planung der natürlichen Umgebung muß in der Politik der nationalen Regierungen höchsten Vorrang genießen und gleichberechtigt finanziert werden. Eindeutige ministerielle Verantwortlichkeiten für die Planung und die Nutzung der Landschaft sowie anderer natürlicher Hilfsquellen und für die Erhaltung der Natur müssen begründet werden.
2. Staatliche Maßnahmen zur Kontrolle der Luftverpestung, der Vergiftung des Wassers und des Bodens sollten verstärkt oder eingeleitet und international anerkannte Maßstäbe für diese Aufgabe sobald als möglich aufgestellt werden.
3. Die bestehende Gesetzgebung und Verordnungen für den Schutz der natürlichen Umgebung und ihrer Werterhaltung sollten auf europäischer Ebene in dem erforderlichen Maße aufeinander abgestimmt werden.“

### Relevanz und Wirkung – Geburtsjahr der modernen Umweltbewegung
Vieles der damaligen Aktionen wirken heute noch nach. 1970 kann als Beginn des eigentlichen ökologischen Natur- und Umweltschutzes im europäischen Raum betrachtet werden:
„Sie bewirkte eine allgemeine Bewusstseinsbildung in Europa, verhalf den Gedanken zum Durchbruch, daß der Schutz unserer natürlichen Umwelt notwendig ist und schuf erste Verbindungen zwischen dem Europarat und den Ländern Mittel- und Osteuropas.“
Nach dem Umwelthistoriker John Sheail war das ENJ „… one of the most successful ‘Years’ of its kinds.“

### Europäisches Naturschutzjahr 1970 in der Bundesrepublik Deutschland
Im Auftrag der Bundesrepublik Deutschland richtete der DNR das Europäische Naturschutzjahr unter Leitung von Hubert Weinzierl aus: „Damals herrschte eine fulminante Aufbruchstimmung und wir haben über fünfhundert Veranstaltungen in Deutschland durchgeführt. Die Säle waren voll und die Herzen der Menschen schienen offen für den Naturschutz. Der Artenschutz war in aller Munde.“
Für den Dachverband der deutschen Natur- und Umweltschutzverbände (DNR) war das Europäische Naturschutzjahr 1970 zusammen mit dem Rio-Erdgipfel 1992 der wichtigste Meilenstein in der 60-jährigen Geschichte. Nach DNR wurde auch der Begriff „Umweltschutz“ im Europäischen Naturschutzjahr 1970 erfunden – basierend auf einem Missverständnis: „Während der Eröffnungstagung in Straßburg wurde der Begriff ‚Umweltschutz‘ geboren, da die englischsprechenden Reporter von ‚protection of environment‘ und nicht von ‚protection of nature‘ sprachen. Damals begann die wissenschaftlich unhaltbare und sachlich oft schädliche Trennung in ‚Natur- und Umweltschutz‘.“

## Ziele und Aktionen des Europäischen Naturschutzjahr 1995
Unter dem Eindruck beschleunigter Zerstörung von Lebensräumen und ungebremstem Artensterben hat der Europarat 1992 erneut die Initiative ergriffen und 1995 zum 2. Europäischen Naturschutzjahr (ENSJ'95) erklärt. Es steht unter dem Motto „Zukunft gestalten – Natur erhalten“.

### Ziele
Die Botschaft der Konferenz der Vereinten Nationen für Umwelt und Entwicklung von Rio de Janeiro im Juni 1992, nämlich die Erhaltung und nachhaltige Nutzung der natürlichen Ressourcen, wird damit auf der europäischen Ebene aufgenommen. Europaweit waren alle gesellschaftlichen Gruppen aufgerufen, 1995 besondere Anstrengungen zum „Naturschutz außerhalb von Schutzgebieten“ zu unternehmen. Von besonderer Bedeutung war die Beteiligung osteuropäischer Staaten u. a. auch von Staaten die 1995 noch nicht Mitglied waren u. a. von Russland, Ukraine und Weißrussland.

### Eröffnungsveranstaltung in Europarat
Die offizielle Eröffnungsveranstaltung fand am 31. Januar 1995 im Europarat statt unter Beteiligung von Daniel Tarschys, Generalsekretär des Europarats, den Vorsitzender des Ministerkomitees und der Parlamentarischen Versammlung und Vertreter des Sekretariats u. a. Jean Pierre Ribaut. Nationale Eröffnungsveranstaltungen fanden unter hochrangiger Beteiligung z. B. von König Carl XVI Gustaf von Schweden, den Präsidenten der Republik von Italien und Malta, Prinz Laurent von Belgien, Prinz Henrik von Dänemark und Bundesumweltministerin Angela Merkel statt. Schirmherr des Europäischen Naturschutzjahr 1995 der Bundesrepublik Deutschland war Bundespräsident Roman Herzog.

## Europäische Naturschutzjahr 1995 in der Bundesrepublik Deutschland

### Deutsches Nationalkomitee für das Europäische Naturschutzjahr 1995
Zur Beratung und Unterstützung des nationalen Programms brief das Bundesministerium für Umwelt, Naturschutz und Reaktorsicherheit das Deutsche Nationalkomitee für das Europäische Naturschutzjahr 1995. Das Nationalkomitee repräsentierte gesellschaftliche Vielfalt. Vorsitzender war Ministerialdirigent Karl-Günther Kolodziejok. In ihm waren Vertreter von Verbänden aus den Bereichen Natur und Umwelt (Josef Göppel), Jagd, Forst, Landwirtschaft, Kleingartenwesen, Sport, Tourismus, Verkehr, Wirtschaft (Maximilian Gege), Architektur, Jugend, Vertreter von Bund, Ländern und Gemeinden, Repräsentanten der Kirchen, Wissenschaft und Medien. Die Geschäftsstelle unter Geschäftsführung von Helga Inden-Heinrich wurde bei der Nationalagentur des Centre Naturopa beim Deutschen Naturschutzring (DNR) eingerichtet.
Einem Aufruf des Nationalkomitees folgend, hatten sich bis Ende 1994 bereits über fünfhundert Organisationen – einzeln oder in Gruppen – gemeldet, die sich mit über 600 Vorhaben an der Kampagne für den Naturschutz außerhalb von Schutzgebieten beteiligt haben.

### Vorbildliche und beispielhafte Nationalprojekte im Europäischen Naturschutzjahr
Von den über 550 Programmbeiträgen aus allen Bundesländern, wurde von der Jury des Nationalkomitees 53 Projekte als besonders vorbildliche und beispielhafte Programmbeiträge der Bundesrepublik Deutschland zum Europäischen Naturschutzjahr ausgewählt und durch eine Urkunde des Bundespräsidenten Roman Herzog ausgezeichnet, der hierfür die Schirmherrschaft übernommen hat. Nationalprojekte waren u. a.
- Das Bodensee-Umweltschutzprojekt (Bodenseestiftung)
- GRÜN INTAKT-Die Initiative des Naturschutzbunds Deutschlands (NABU) zum Europäischen Naturschutzjahr
- Erlebter Frühling (Naturschutzring)
- Ökokonto (Ministerium für Umwelt und Finanzen, Mainz)
- Altmühltal-Projekt (Katholische Universität Eichstätt-Ingolstadt und Franz von Assisi Akademie zum Schutz der Erde e. V.)
- Verbundsystem von Trockenbiotopen im Altmühltal (Landratsamt Weißenburg-Gunzenhausen)
- Emscher Landschaftspark (Kommunalverband Ruhrgebiet)
- Die Elbtaue (Naturschutzbund Deutschland und BUND)
- Das Grüne Band (Bund Naturschutz in Bayern e. V.)
- Modellprojekt: Ökologisches Dorf der Zukunft (Landesanstalt für Ökologie, Bodenordnung und Forsten)

## Europäische Naturschutzjahr 1995 in der Schweiz

### Nationales Komitee für das Europäische Naturschutzjahr 1995
Die Planungen für das Europäische Naturschutzjahr der Schweiz wurden vom Bundesamt für Wald und Landschaft (BUWAL) erstellt. Ein «Nationales Komitee für das Europäische Naturschutzjahr 1995» wurde gebildet. Es übernahm das Patronat. Ehrenpräsidentin war Bundesrätin Ruth Dreifuss, Nationalrat Christoph Eymann war Präsident des Nationalen Komitees. Als Mitglieder waren Vertreter der eidgenössischen Räte, der Bundesverwaltung, der Kantonsregierungen, der Verbände und der Wissenschaft. Als Anlaufstelle wurde ein eigenes ENSJ-Sekretariat eingerichtet. In der periodisch erschienenen «AGENDA» wurden alle Veranstaltungen und Aktionen im ENSJ’95 publiziert.

### Ziele und Aktionen des Europäischen Naturschutzjahr 1995 in der Schweiz
In der Schweiz stand die Extensivierung der Nutzung und die Revitalisierung und Vernetzung des Lebensraumes Schweiz im Vordergrund. Konkret sollten folgende Ziele erreicht werden:
- „Verankerung der Einsicht in der gesamten Bevölkerung, dass Naturschutz nötig ist: «Natur geht uns alle, jeden und jede persönlich etwas an»;
- Propagierung und Praktizierung von Naturschutz auf der ganzen Fläche: ‚Natur ist nicht auf die Naturschutzgebiete beschränkt, sondern soll sich in der ganzen Landschaft entfalten können‘;
- Einleitung beispielhafter Naturschutzmaßnahmen, Aufzeigen von Handlungsmöglichkeiten für Private und Behörden, Förderung der Realisierung.“[13]

### Manifest: Naturnahe Landschaft Schweiz
Als ein Höhepunkt fanden am 29./30. August 1995 Naturtage im Bundeshaus statt. Herausragendstes Ereignis dieses Anlasses war die Verabschiedung eines MANIFESTES, welches hier in Auszügen dargestellt wird:
"Natur ist gemeinsames Erbe und Lebensgrundlage. Naturschutz ist eine Verpflichtung, die jedem einzelnen Menschen obliegt … Natur kann nicht in isolierten Reservaten allein geschützt werden. Die Teilnehmer der Naturtage ’95 im Bundeshaus fordern deshalb: Mehr Natur durch nachhaltige Nutzung:
- Eine naturnahe Landwirtschaft mit vernetzten Ausgleichsflächen (im Berggebiet die naturnahen Lebensräume erhalten, im Talgebiet bis zum Jahr 2000 70 000 Hektaren naturnahe Lebensräume ausscheiden).
- Dass die Konsumenten umwelt- und tiergerecht produzierte Erzeugnisse – möglichst aus ihrer Region – bevorzugen (wie beispielsweise Bio-Produkte und Hochstamm-Obst).
- Mehr naturnahe Flächen im Siedlungsraum: Bis zum Jahr 2000 10 % der Firmenareale und privaten Gärten und 50 % der öffentlichen Anlagen.
- Naturschutzbegleitung als Bestandteil bei der Planung und Ausführung von Infrastrukturanlagen.
- Dass die Natur wieder vermehrt sich selbst überlassen wird (Flüsse, Wälder) und dass wieder vermehrt zusammenhängende Wildnisgebiete entstehen können.
- Dass im Siedlungsraum immer wieder Bereiche für die Eigenentwicklung der Natur geschaffen werden.
- Dass unverzüglich ein nationales Artenschutzkonzept mit regionalen Umsetzungsstrategien erarbeitet wird.
- Dass unverzüglich ein nationales Programm zur Überwachung der biologischen Vielfalt erarbeitet wird (NABIO)".